# 타지키스탄 내란
타지키스탄 내란은 타지키스탄 동부의 고르노바다흐샨 자치주에서 타지키스탄 공화국군과 타지키스탄 내전 시기 여러 지휘관이 이끄는 이슬람주의 민병대 사이에서 발생했던 군사 분쟁이다. 타지키스탄 내란은 2010년 경부터 시작되어 2012년 주요 반군 지도자를 체포하며 절정에 달했다. 한편 2015년 9월에는 전 국방부 장관인 아브두할림 나자르조다가 타지키스탄 이슬람 부흥당과 유착하고 무장 봉기를 일으키는 사건도 발생했다.

## 배경
타지키스탄 내전 이후로도 타지키스탄 동부의 이슬람주의 세력은 지속적으로 준동을 일으켰고 1998년에는 우즈베키스탄 이슬람 운동(IMU)가 아프가니스탄 북부에서 탈레반의 지원으로 수립되었다. 2010년경에는 아프가니스탄 북부 대부분과 타지키스탄 내로 세를 확대한 이슬람 운동은 타지크군과 지속적으로 충돌하며 테러, 무장 충돌 사건이 빈번하게 발생했다.
2010년 9월 3일, 후잔트시의 타지키스탄 경찰서에서 폭탄 테러 사건이 발생해 경찰관 2명이 사망하고 28명이 부상을 입었다. 뒤이어 9월 6일 현지시각 새벽 1시경에는 수도 두샨베에 있는 "더스티 나이트클럽"에서 폭탄 테러가 발생해 7명이 부상을 입었다.

## 전개

### 2010년 라시트계곡 공세
9월 19일, 우즈베키스탄 이슬람 운동과 연관된 이슬람 민병대로 추정되는 무장 세력의 기습으로 타지크 공화국군 병사 40명 이상이 사망했다. 공격받은 군인들은 타지키스탄 동부의 라시트계곡을 지나가는 75명의 호송대였다. 이들은 8월 25일 두샨베의 교도소에서 탈옥한 우즈베키스탄 이슬람 운동 조직원을 수색하던 도중 매복 공격을 받았다. 호송대는 현지 시각 정오 즈음 수도인 두샨베에서 동쪽으로 약 250 km 떨어진 산악지대인 라시트계곡을 지나던 도중 매복 공격을 받았는데, 상공에서 기관총과 유탄발사기의 집중 포화를 맞았다고 보고했다. 초기 보고에 따르면 군인 40여명이 사망했다고 나왔지만 타지키스탄 국방부 장관은 이를 부인했다. 사망자 중에는 타지크군 장교 5명도 포함되어 있었다. 공격한 무장 세력은 사상자 없이 탈출한 것으로 파악되었다.
타지키스탄 정부는 이후 9월 19일 발생한 호송대 공격의 배후 세력인 우즈베키스탄 이슬람 운동의 지도자 미르조쿠자 아흐마도프와 이슬람 운동의 주요 지도부의 거주지 수색과 대대적인 군사 작전에 나서 9월 22일 충돌이 발생해 이슬람 운동 대원 5명이 사망했다. 한편 다음 날인 9월 23일 우즈베키스탄 이슬람 운동이 지난 19일 있었던 호송대를 자신들이 공격했다고 인정하며 "이웃한 아프가니스탄에서 나토(NATO)와 협력하는 타지키스탄에 대한 보복"이라고 주장했다. 9월 26일에는 지난 8월 탈옥했던 이슬람 운동 대원 1명이 라시트계곡 인근에서 타지크군에게 사살되었다.
10월 4일에는 타지크군 병사 5명과 반군 2명이 라시트계곡에서 교전 도중 사망했다. 이번 사건은 가름과 두샨베를 잇는 도로 사이의 군 검문소에서 차량이 멈춰서면서 발생했다. 군인들이 차량에 접근하자 무장 괴한이 발포하여 병사 5명이 사망하고 3명이 부상을 입었다. 군인은 차량에 총격을 가해 무장 괴한 2명이 사망했다. 사망자 중에는 타지크군 고위 장교도 있었다. 한편 버려진 이슬람 단체의 은신처에서 유탄발사기와 식량, 의약품 등 수십 개의 중화기가 보관된 장소를 발견했다. 라시트계곡에서 수도 두샴베로 이어지는 도로에는 총 12개의 군 검문소가 설치되었다.
10월 7일 에즈간드와 타빌다라 마을 인근에서 헬리콥터가 추락하여 타지키스탄 국민위병 소속 대원 28명이 사망했다. 헬기는 착륙을 시도하던 도중 전선줄에 걸려 추락했으며 생존자는 없었다. 헬기는 라시트계곡의 군사 작전을 위해 수도 두샨베에서 라시트계곡으로 병력을 파견하기 위해 이동하던 중 사고가 발생했다.
같은 날 또 다른 군인 6명이 지뢰 폭발로 사망하는 사건도 발생했다.
10월 18일, 이슬람 무장 세력 대원 3명이 가름 외곽의 아프가니스탄-타지키스탄 국경 인근 지역에 타지크군과의 교전으로 사망했다. 이들은 모드 라시트계곡 출신이며 대원 중 1명은 지휘관급으로 아프가니스탄 내에서 전문적인 폭탄 교육을 받았다고 타지크군이 밝혔다. 20일까지 타지크군과 이슬람계 민병대와의 교전으로 타지크군 3명과 민병대 12명이 사망했다.
12월 1일, 두샨베에서 동남쪽으로 150 km 떨어진 불주본 지역의 두올나마이돈 마을에서 무장괴한이 타지크군을 기습해 타지즈군 군인 3명이 사망했다.
12월 27일에는 30명의 이슬람주의자가 아프가니스탄 국경에서 타지키스탄으로 입경하러다 타지크군과 교전하여 타지크군 군인 2명이 사망했다. 3시간동안 이뤄진 교전 끝에 전투 헬리콥터의 지원이 도착해 이슬람 민병대는 아프가니스탄으로 다시 후퇴했다. 현지 주민은 교전으로 타지크군 3명이 사망했는데 이 중 2명은 아군 헬리콥터의 오사로 사망했다고 주장했다. 하지만 타지크군은 아군 오사로 사망한 사람은 없다고 밝혔다. 또한 몇몇 이슬람교도도 교전으로 사망했다.

### 2011년
1월 4일 타지키스탄 정부는 민병대 지도부 중 한 명인 알로부딘 다블라토프가 루노브 마을에 있는 다블라토프의 은신처를 향한 타지크군의 특별합동작전 도중 다른 7명의 민병대원과 함께 사망했다고 발표했다. 다블라토프는 2010년 9월 19일 발생했던 타지크군 호송대 공격을 명령한 사람으로도 알려져 있다.
1월 10일에는 타지키스탄 정부가 이맘의 설교 주제 목록을 직접 정해 베포하는 등 이슬람교에 대한 통제를 강화하였다. 또한 두샨베의 이슬람 회당 10곳의 설립 허가를 취소하는 등 내란에 따라 이슬람교에 따른 감시도 강화하였지만 정부는 종교의 자유는 보장되어 있다며 이슬람교 탄압 논란에 대해서는 부인했다.
4월 14일에는 두샨베에서 동쪽으로 135 km 떨어진 삼솔리드 마을에서 타지크군의 반군 수색 작전 도중 반군의 핵심 군사령관이었던 물라 압둘라와 그 외 이슬람 민병대 10명까지 총 11명을 사살했다. 이 작전에서 타지크군 군인 1명도 사망했다.
4월 23일 밤에는 아프가니스탄에서 월경하러던 이슬람 민병대원과 타지크군끼리 충돌하여 타지크군 1명과 민병대원 1명이 각각 사망했다.
6월 15일에는 BBC 특파원인 우룬보이 우스모노프가 타지키스탄 경찰에게 "이슬람주의 조직원" 혐의로 강제 억류되었다. 하지만 이후 혐의를 "업무 중 인지한 이슬람 극단주의 세력 활동을 국가에게 알리지 않은" 혐의로 바뀌었으며 7월 14일 재판 직전에 석방되었다.
7월 26일에는 작년 8월에 탈옥했던 우즈베키스탄 이슬람 운동 조직원 검거 작전으로 탈옥수 1명이 사망하고 1명이 체포되었다. 체포 과정에서 타지키스탄 경찰관 5명이 사망하고 7명이 부상을 입었다. 이로써 지난 탈옥수 중 8명이 사망, 16명이 체포되었고 1명만이 잡히지 않았다.
한편 7월 24일까지 타지키스탄 정부는 내란 과정에서 2012년 한 해에 이슬람주의 무장 단체 조직원 55명을 사살, 47명을 구속했다고 발표했다.
9월 16일에는 자신들을 "자마트 안사룰라"라고 밝힌 타지키스탄 내 이슬람 극단주의 단체가 유튜브를 통해 타지키스탄 정부와 '불신자'를 공격하겠다고 위협했다.
11월 11일, 타지키스탄 대법원이 작년 9월 19일 호송대 공격을 일으킨 조직원에 대한 재판에서 무장단체원 7명에게 종신형을, 18명에게는 징역 2년에서 20년형을 선고했다고 발표했다.

### 2012년
7월 21일, 타지키스탄 정보기관의 수장인 이시코심 시내에서 반군에게 암살당했다. 타지키스탄 정부는 7월 21일 암살 사건과 2010년 9월 19일 호송대 매복공격의 배후로 알려진 토리브 욤베코프를 체포하기 위해 7월 25일 호루그에서 대대적인 합동군사작전을 시작했다. 작전에 800명이 넘는 타지크군 군인과 군용 헬리콥터 수 기가 작전에 참여했으나 25일 타지키스탄의 에모말리 라흐몬 대통령이 이 지역에서의 모든 군사작전의 즉각 중단을 명령했다.
이 충돌로 타지크군 병사 20명이 사망하고 수많은 부상자가 발생했다. 정확한 사상자수는 밝혀지지 않았지만 군 소식통들은 반군 30명 이상과 민간인 30명 이상이 사망했다고 밝혔다. 욤베코프와 휘하 부대는 8월 정식으로 타지키스탄 정부에 항복하면서 작전은 성공적으로 끝났다.

### 2015년
2015년에는 타지키스탄 이슬람 부흥당과 연계된 것으로 의심되는 반군과 정부군이 대규모로 충돌해 47명이 사망했다.

## 반응
키르기스스탄 정부는 2010년 9월 19일 타지키스탄의 라시트계곡에서 호송대 공격이 발생하자 국경에 특수군을 파견하고 키르기스스탄-타지키스탄 국경 전체를 일시 봉쇄했다고 발표했다. 11월달에는 타지키스탄 정부가 아프가니스탄의 탈레반 세력과 타지키스탄 내 이슬람 세력과의 연계를 막기 위해 아프가니스탄-타지키스탄 국경 수비를 강화하고 주둔군을 늘리고 있다고 발표했다.
타지키스탄 정부는 2010년 10월 경 타지키스탄 동부에 대한 군사작전 공세가 강화되자 "정부에 비판적인" 여러 언론 사이트의 접속을 차단하라고 명령했다. 지역 언론이 이슬람 무장주의 세력을 지지한다고 정부가 비판한 직후 나온 조치로, 지역 언론에서는 이를 표현의 자유 침해라고 항의했다.
2010년 11월 9일 타지키스탄의 수도 두샨베에서 독립국가연합(CIS) 안보장관회의가 개최되었다. 이 회의에서 타지키스탄 대통령 에모말리 라흐몬은 "세계화 시대에 어느 한 나라만으로는 테러리즘을 물리칠 수 없다"며 독립국가연합 전 국가의 협력을 촉구했다.